# Lausenbach (Große Röder)
Der Lausenbach, auch Lausabach, ist ein linker Nebenfluss der Großen Röder in Sachsen. Er entsteht im Norden von Dresden aus drei Quellbächen, durchfließt mehrere Teiche und mündet nach vier Kilometern im Ottendorf-Okrillaer Ortsteil Hermsdorf. Der Lausenbach ist das Hauptgewässer der Ortschaft Weixdorf im Dresdner Norden und spielt eine wichtige Rolle bei der Entwässerung des Flughafens.

## Verlauf

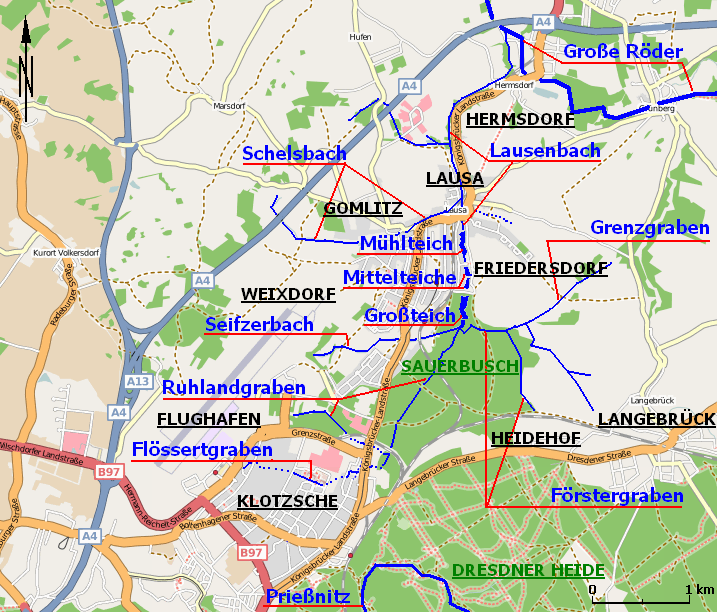
Lage und Verlauf des Lausenbachs und seiner Zuflüsse

Der Lausenbach nimmt seinen offiziellen Anfang in einer Höhe von 182 m ü. NN als Abfluss des Mühlteichs, der sich in Lausa befindet, einem Teil der Ortschaft Weixdorf im Norden Dresdens. Der Bach ist reichlich 3 km lang und fließt innerhalb des Radeberger Landes grob nach Norden, also im rechten Winkel zur Elbe, deren Tal nur wenige Kilometer weiter südlich beginnt und von der er sich entfernt. Sein Wasser fließt daher erst bei der Lutherstadt Wittenberg in die Elbe. Zum Teil werden auch die oberhalb des Mühlteichs gelegenen kurzen und eigentlich namenlosen Bachläufe zwischen den einzelnen Lausaer Teichen zum Lausenbach dazugerechnet. Dies betrifft die Abschnitte zwischen dem Groß- und dem Oberen Mittelteich, dem Oberen und Unteren Mittelteich sowie dem Unteren Mittel- und dem Mühlteich, die allesamt unmittelbar westlich von Friedersdorf in einem flachen Muldental liegen. In diesem Fall ergibt sich eine Gesamtlänge des Baches von 4 km. Davon verläuft der Lausenbach etwa zur Hälfte auf Lausaer Flur, um dann auf 178 m ü. NN in Höhe der ehemaligen Lausenbachmühle auf die Gemarkung Hermsdorf überzuwechseln.
In Hermsdorf durchfließt er ein bis zu 80 m breites Sohlental und erreicht schließlich im Hermsdorfer Ortskern das Tal der Großen Röder. Der Lausenbach fließt hier noch 500 m am linken Talrand parallel zu seinem Vorfluter und mündet, kurz nachdem er durch die Straße „An der Leite“ letztmals überbrückt wurde, direkt unter der Autobahnbrücke der A 4 auf etwa 161 m ü. NN in die Große Röder. Sein Gefälle beträgt damit ungefähr 21 m auf 3 km. In weiten Teilen seines Verlaufs folgt dem Lausenbach die Königsbrücker Landstraße, die in Hermsdorf Dresdner Straße heißt. Rechnet man seinen längsten Quellbach, den Flössert- beziehungsweise Ruhlandgraben, hinzu, beträgt die Gesamtlänge etwa 8 km. Die Fläche des Lausenbach-Einzugsgebiets, das sich größtenteils in Dresden befindet, beläuft sich auf 19,1 km².

## Geomorphologie

### Präglazial
Einer Theorie von Geologen der Bergakademie Freiberg zufolge floss die Elbe vor dem am Ende der Kreidezeit liegenden zeitlichen Beginn der Entstehung der Lausitzer Verwerfung über Dresden-Klotzsche und Ottendorf-Okrilla, wo es ergiebige Lagerstätten von Elbsanden gibt, weiter nach Norden. Im Bereich dieses sogenannten Senftenberger Elblaufs findet sich heute der Lausenbach. Die Hebung der Lausitzer Platte und die zeitgleiche relative Senkung des Elbtalkessels ließen die Lausitzer Verwerfung entstehen, an die sich nördlich unter den Flussschottern ausgedehnte Vorkommen des Lausitzer Granodiorits anschließen, den der Lausenbach in seinem Unterlauf zwischen Lausa und Hermsdorf auch durchbricht.

### Postglazial

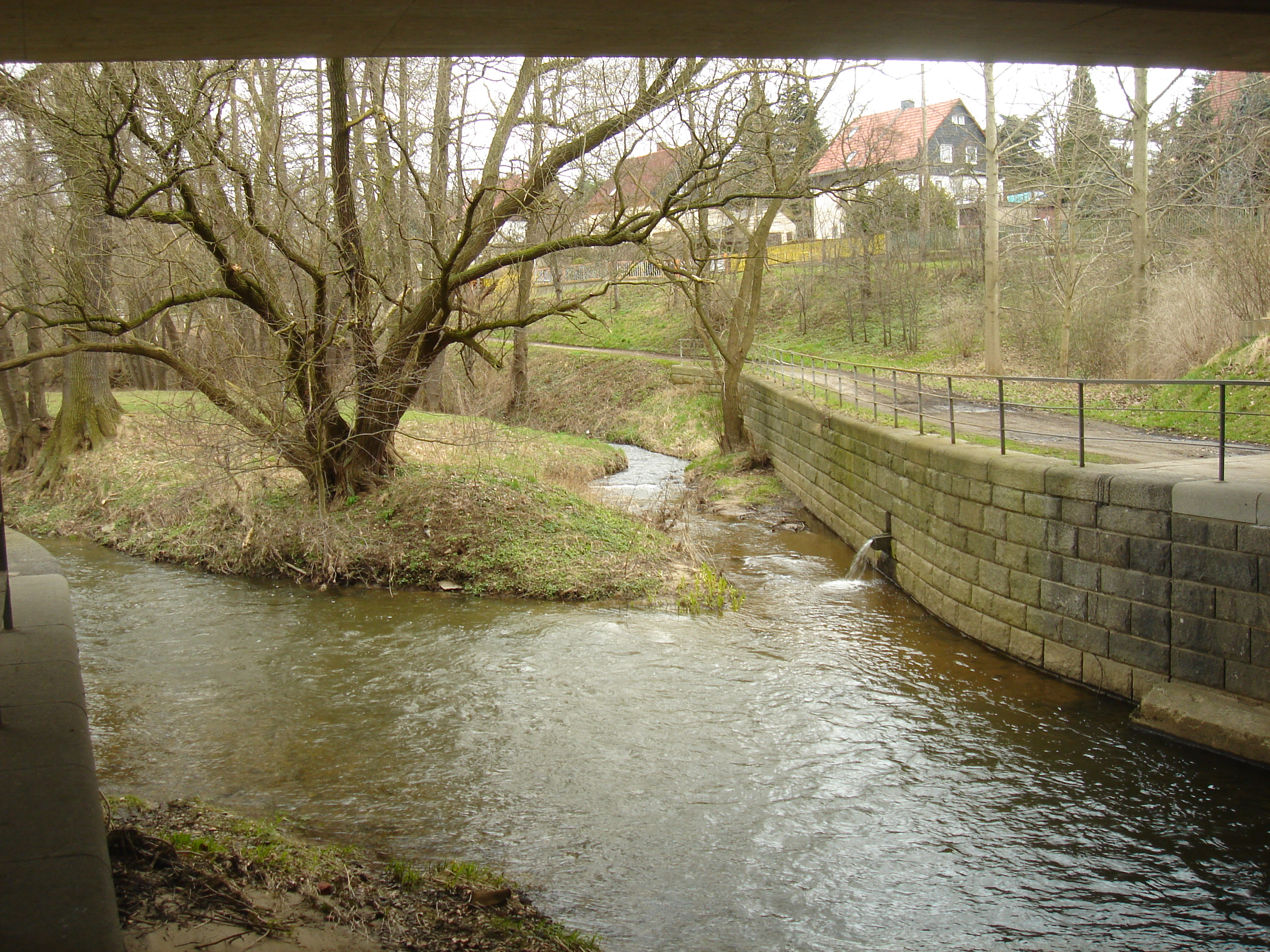
Mündung des Lausenbachs (rechts) in die Große Röder

Das Einzugsgebiet des Lausenbaches, besonders der Oberlauf, wird durch eine starke Schicht aus Sand und Kies geprägt. Sie entstand während der Elsterkaltzeit und besteht aus fluviatilen Sedimenten der Schmelzwässer, die aus den damaligen Gletschern kommend nach Süden abflossen. Im Bereich des Elbtalkessels mündeten sie in die Elbe, die hier damals einen großen natürlichen Stausee bildete. Dadurch wurde nach und nach ein mächtiger Schwemmkegel aufgeschüttet. Auf dessen Sandablagerungen fließen die Bäche des Lausenbach-Einzugsgebiets und weisen deshalb von Natur aus ein sandiges Bett auf.
Nach dem Ende der Eiszeit grub sich die Prießnitz in die Ablagerungen dieses Binnendeltas ein. Sie war anfänglich noch nicht der Elbe tributär, sondern floss weiter in Richtung Nordwesten über Klotzsche nach Radeburg in die Große Röder. Dabei schuf sie entweder das Tal des Lausenbachs oder verlief etwas weiter westlich im heutigen Promnitztal, was auch wahrscheinlicher ist. Nachdem sie am Prießnitzknick durch einen Elbzufluss seitlich angezapft worden war, wurde der Verlauf der Prießnitz nach Süden abgelenkt. Der vormalige Unterlauf lag nun trocken und füllte sich nur durch die ehemaligen Prießnitzzuflüsse aus diesem Bereich allmählich mit Wasser. Aus diesen entstand nun ein neuer Bach, der das vorhandene Tal weiternutzte und der Großen Röder zufloss. Dabei handelt es sich entweder um die Promnitz oder den Lausenbach.
Durch das geringe Gefälle des Geländes am Lausenbach ist seine Tiefenerosion recht gering. Der Bach verläuft in flachen Mulden oder niedrigen Sohlentälern.

## Quellbäche

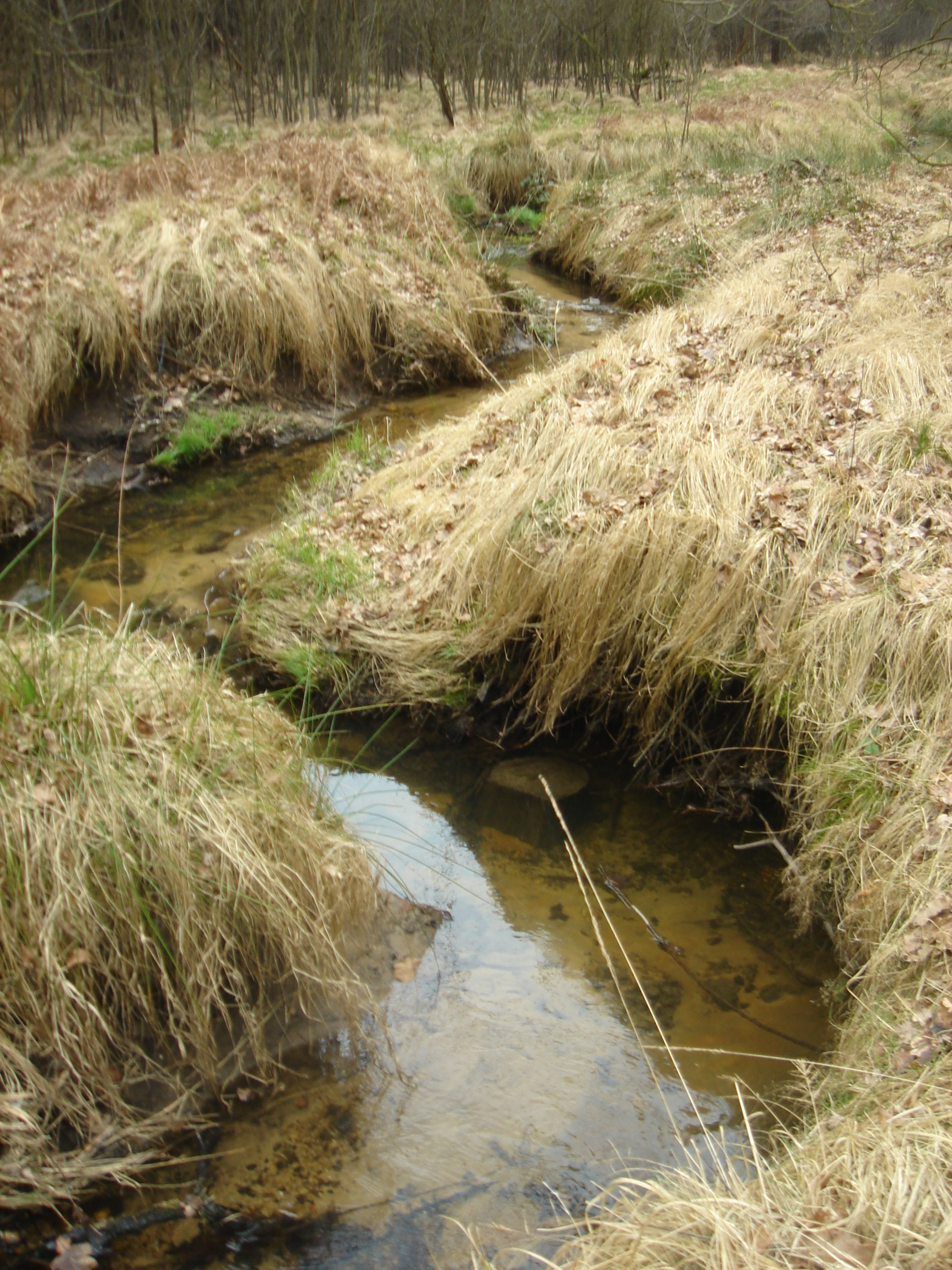
Der Ruhlandgraben im Sauerbusch

Der Lausenbach entsteht aus drei Bächen, die sich im Gebiet des Großteichs vereinigen. Der längste unter ihnen ist der Flössert- beziehungsweise Ruhlandgraben, der aus Klotzsche kommt. Die beiden anderen heißen Försterbach und Seifzerbach. Der Ruhlandgraben und der Seifzerbach spielen ebenso wie der später in den Lausenbach einmündende Schelsbach sowie die Promnitz eine wichtige Rolle für die Entwässerung des Dresdner Flughafens. Dieser befindet sich auf einer in etwa 225 m ü. NN gelegenen Hochfläche. Das auf seinen insgesamt 90 ha großen versiegelten Flächen niedergehende Regenwasser gibt er in die genannten umliegenden Bäche ab, von denen drei schließlich in den Lausenbach münden. Dies trägt zur Verstärkung der Hochwassergefahr bei. Die vom Flughafen verursachten Verunreinigungen führten außerdem zu Beeinträchtigungen der Wasserqualität.

### Flössert- und Ruhlandgraben

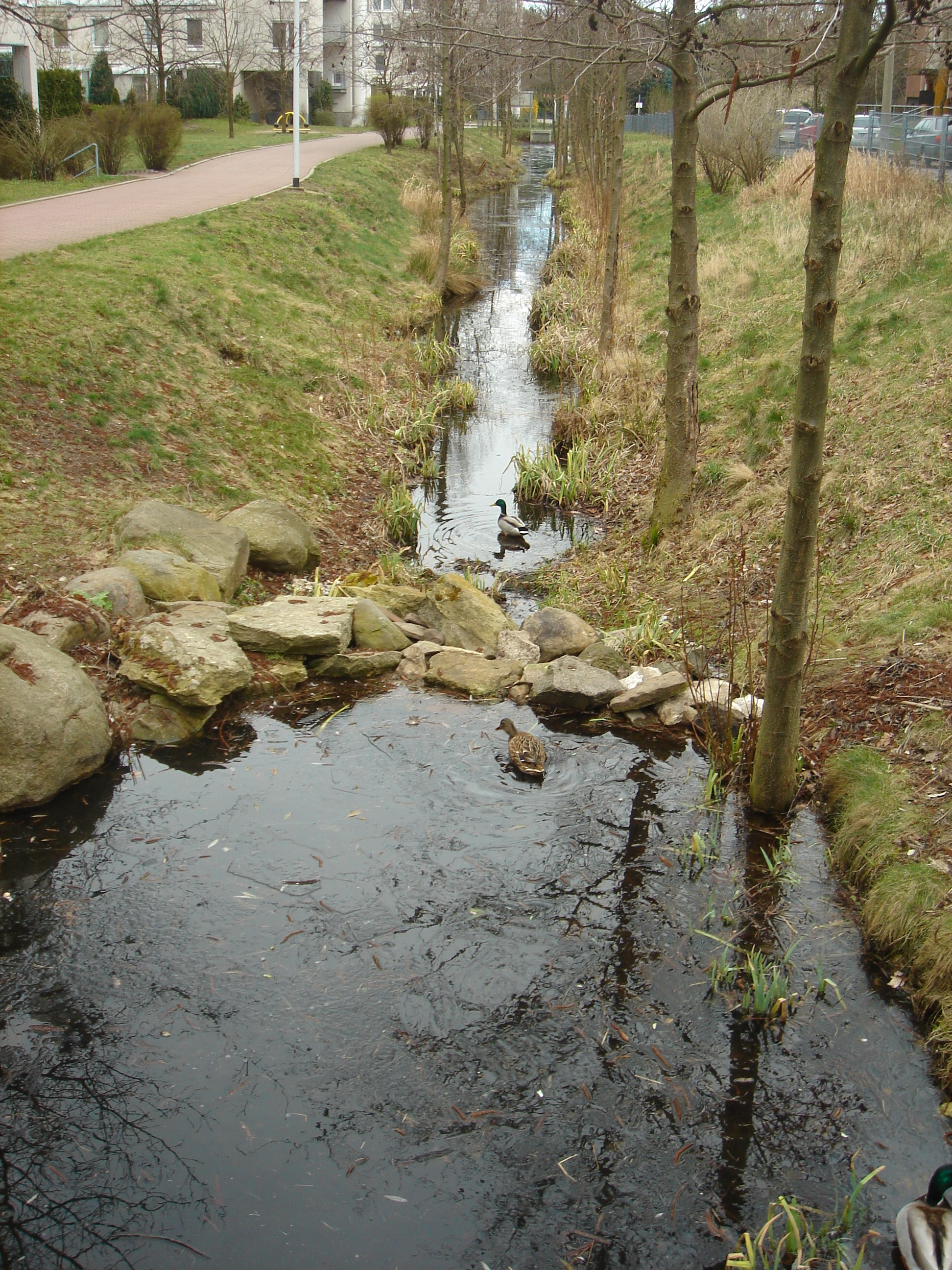
Renaturierter Abschnitt des Flössertgrabens

An der Ostseite des Flughafens nimmt der Flössertgraben seinen Anfang. Er fließt in der Nachbarschaft der nach ihm benannten Straße „Am Flössertgraben“ in Richtung Osten und passiert dabei, allerdings in weiten Abschnitten in Tunnels, die Neubaugebiete Göhrener Weg und Theodor-Fontane-Straße, wo er zum Teil infolge von bereits 1997 erfolgten Planungen wieder offengelegt wurde. Etwa in Höhe Grenzstraße unterquert er die Königsbrücker Landstraße. Noch bevor er durch die Bahnstrecke Dresden-Klotzsche–Dresden Flughafen überbrückt wird, vereinigt sich der Flössertgraben mit dem von Westen aus Richtung der Straße „Am Kraftwerk“ kommenden und in etwa parallel zu besagter S-Bahn-Strecke fließenden Ruhlandgraben, der weitgehend ebenso kanalisiert wurde. Früher mündete hier noch ein weiterer Zufluss ein, der aus Richtung des heutigen Silbersees bei Klotzsche kam.

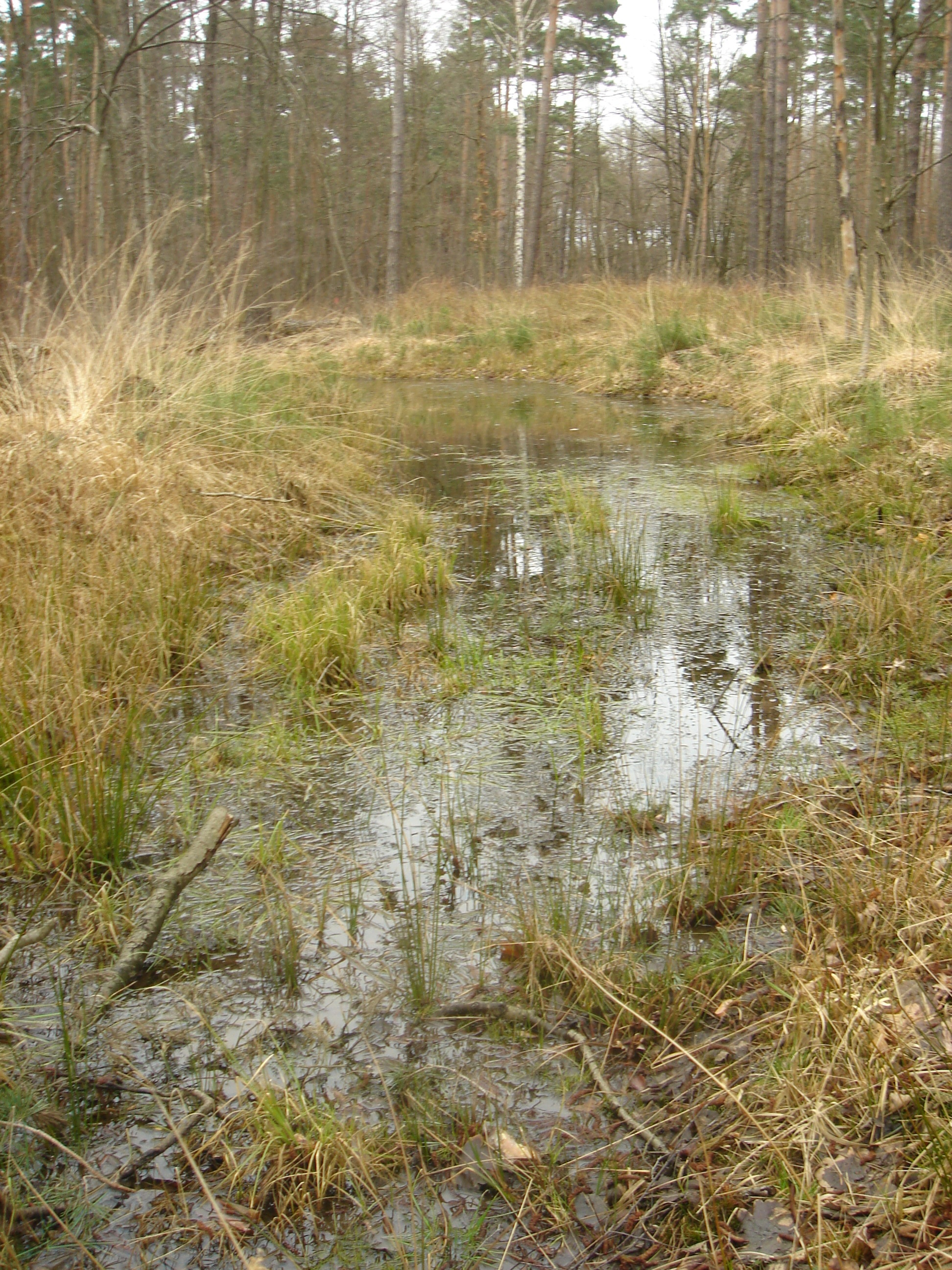
Tümpel und Feuchtwiesen am Ruhlandgraben

Von hier an fließt das nun als Ruhlandgraben bezeichnete vereinigte Gewässer in Richtung Nordosten 2 km weit durch die nordwestliche Dresdner Heide. Die äußerst flache, fast ebene Talmulde des Bachs ist durch ein System abzweigender und einmündender Seitengräben gekennzeichnet, die teilweise in staunasse Flächen mit Feuchtwiesen übergehen. Um die Gewässerstrukturgüte zu verbessern, wurden in den Jahren 2001 bis 2004 insbesondere durch Ausgleichs- und Ersatzmaßnahmen am Ruhlandgraben auf einer Länge von 1650 m Maßnahmen zum Befestigungsrückbau, zur Sanierung oder zur Renaturierung durchgeführt. Dies geschah hauptsächlich durch den Einbau kleiner Flussschlingen und künstlicher Aufstauungen zur Verlangsamung der ohnehin recht geringen Fließgeschwindigkeit und zur Schaffung möglichst vielfältiger Lebensräume sowie durch die Freilegung verrohrter oder anderweitig versiegelter Abschnitte. In unmittelbarer Nähe seiner Einmündung in den Großteich vereinigt sich der Ruhlandgraben mit dem von rechts kommenden Försterbach. Das Flössertgraben-Ruhlandgraben-System ist mit einer Länge von 4 km der längste Quellbach des Lausenbachs.

### Försterbach
Der reichlich 2 km lange Försterbach fließt aus Richtung Heidehof kommend zunächst grob von Süd nach Nord und knickt schließlich nach Westen ab. Auf seinem Weg durch den Sauerbusch nimmt er mehrere kleine Bäche und Gräben auf, die ebenfalls auf der Flur von Langebrück entspringen – so auch den Grenzgraben, der die Grenze zwischen den Gemarkungen Lausa und Langebrück bildet, und den Nassen Graben. In früherer Zeit mündete er direkt in den Großteich ein, wurde aber auf den letzten 100 m seines Verlaufs im Gebiet des Erholungszentrums am Waldbad Weixdorf etwas nach Süden verlegt und vereinigt sich somit zunächst mit dem Ruhlandgraben, welcher in der Regel an dieser Stelle etwas mehr Wasser führt.

### Seifzerbach

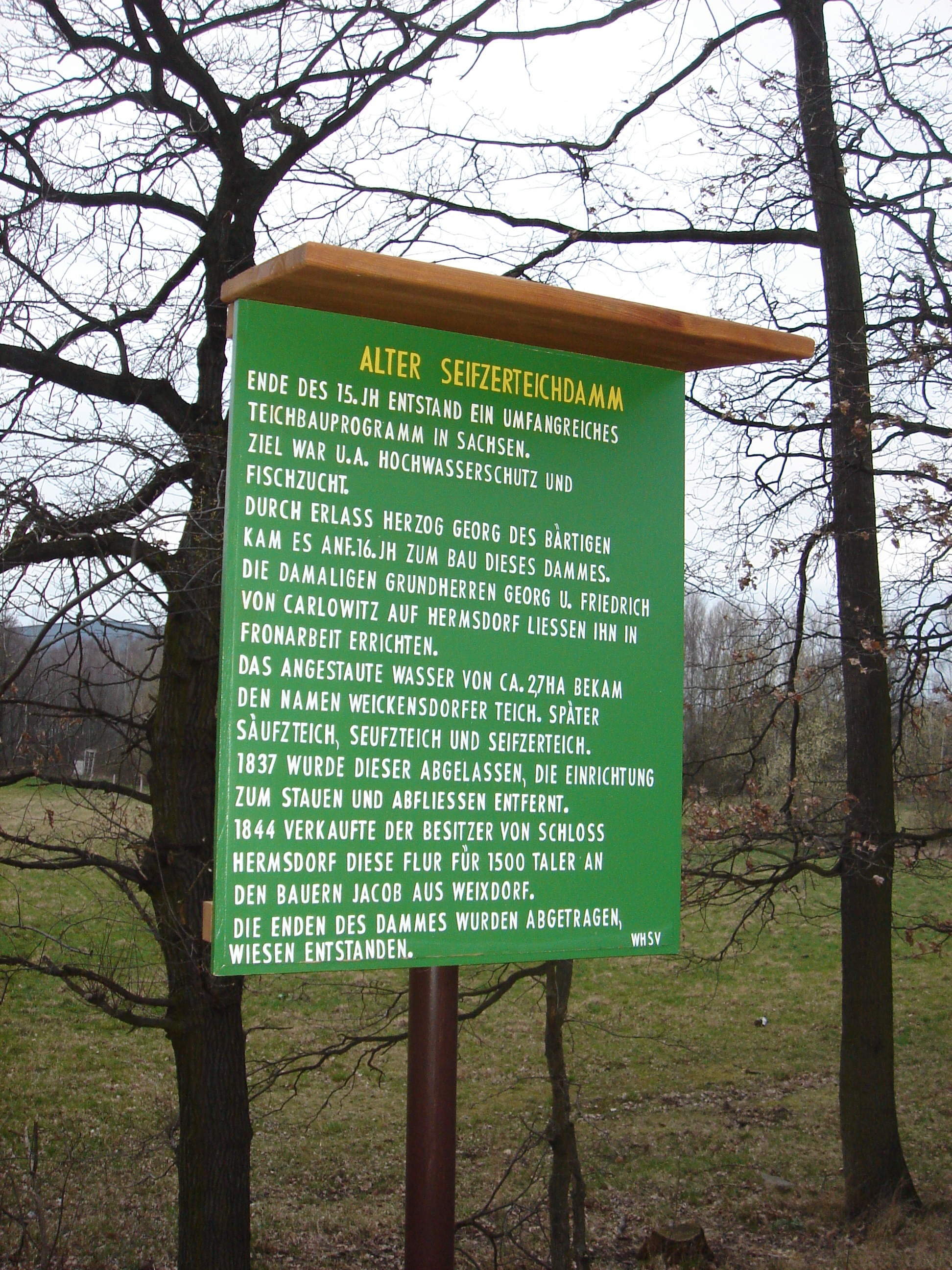
Hinweisschild am alten Seifzerteichdamm

Den Süden der Gemarkung Weixdorf durchfließt der etwa 2 km lange Seifzerbach, der auch als Seifenbach bekannt ist. Sein Quellbereich ist durch das Industriegebiet Klotzsche überbaut und komplett umgestaltet worden. Dadurch nimmt der Bach heute erst im östlich angrenzenden ehemaligen Seifzerteich, früher auch „Seufzens Teich“, seinen Anfang. Dieser Teich wurde im frühen 16. Jahrhundert angelegt und als „Weicksdorffer Teich“ erwähnt. Im Jahre 1837 wurde er wieder abgelassen und seine Fluren sieben Jahre später vom Gutsherren an einen ortsansässigen Bauern verkauft, der sie als Felder und Weiden nutzte. Sein 5 m breiter und 3 m hoher Damm, der von alten Stieleichen und Kiefern bekrönt wird, existiert größtenteils noch, wurde aber an den Seiten abgetragen. Unmittelbar oberhalb des Damms liegt bis heute eine staunasse Fläche. In der Siedlung Fuchsberg gibt es die Seifzerteichstraße und die Straße Am Seifzerbach. In seinem weiteren Verlauf durchquert der Seifzerbach eine sehr flache Niederung und das Sportgelände der SG Weixdorf. Er mündet wenige Meter westlich der Einmündung des Ruhlandgrabens ebenfalls in den Großteich.

## Lausaer Teiche

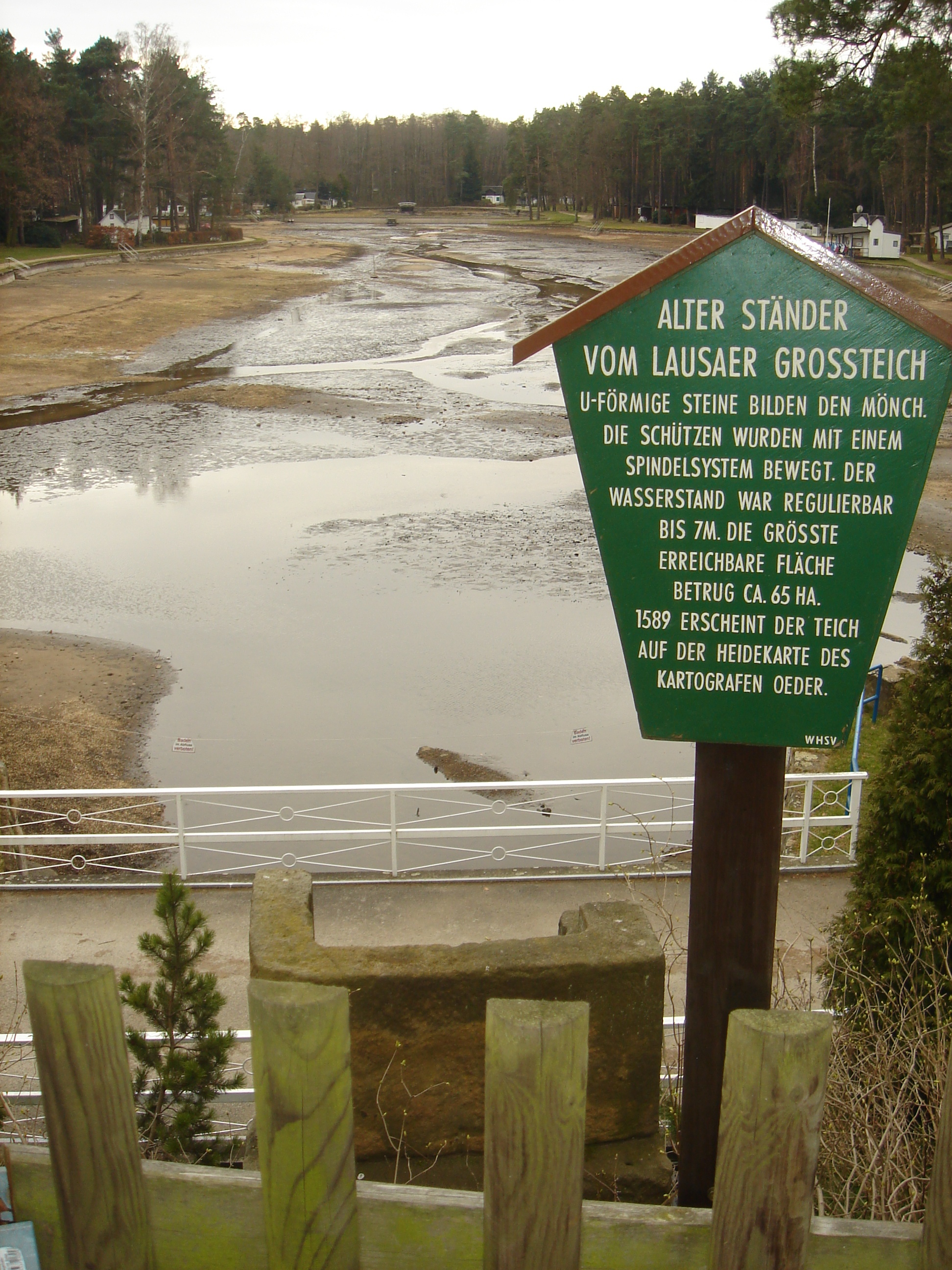
Blick vom Großteichdamm auf den im Winter abgelassenen Großteich

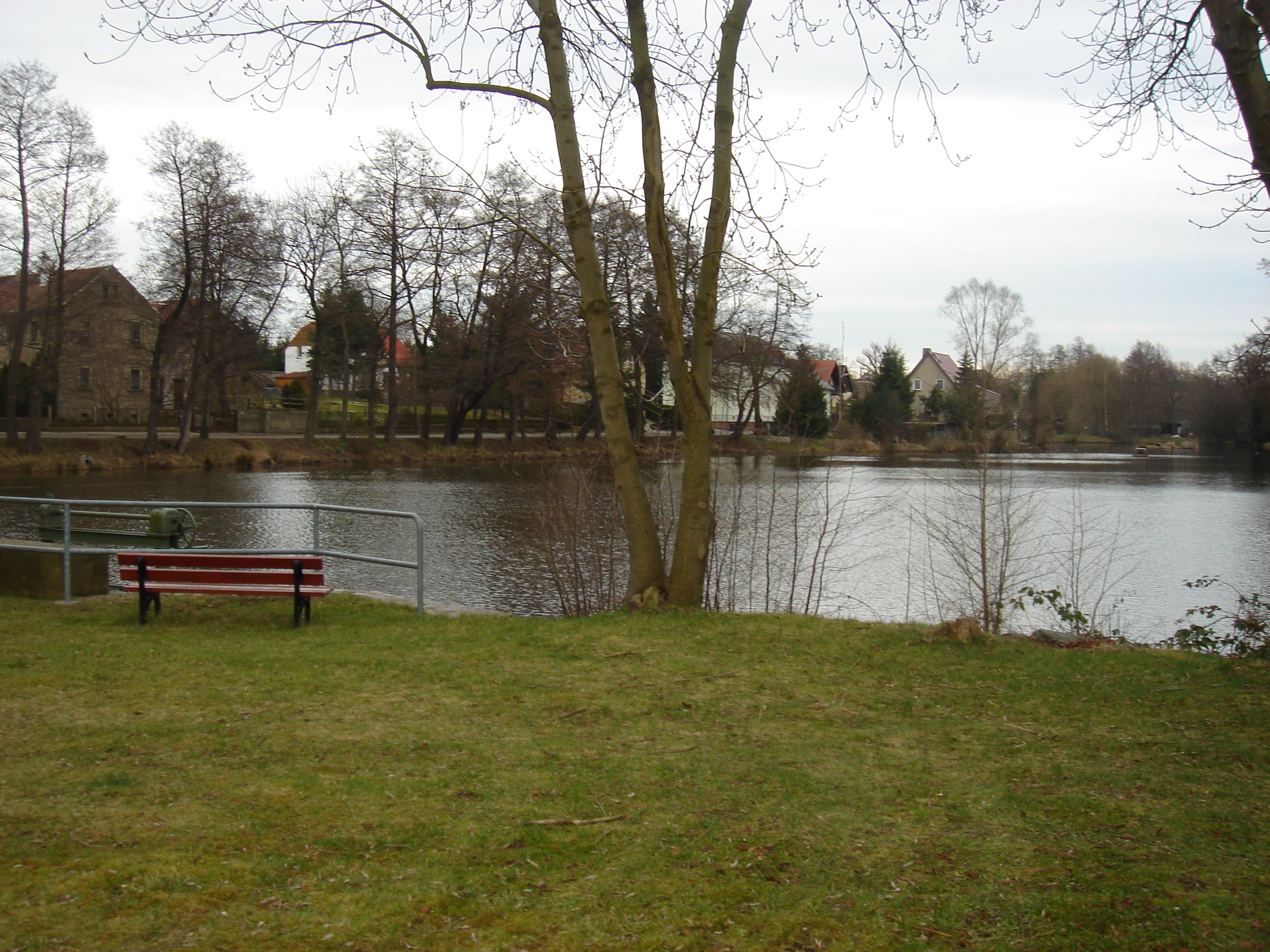
Blick über den Mühlteich nach Friedersdorf

Gegen Ende des 15. Jahrhunderts lief in Sachsen ein umfangreiches Teichbauprogramm an, um den Hochwasserschutz zu verbessern und gleichzeitig die Fischzucht auszubauen. In dieser Zeit und zu Beginn des 16. Jahrhunderts entstanden unter anderem viele der Moritzburger Teiche, so zum Beispiel der Großteich und der Dippelsdorfer Teich. Auch die meisten der Teiche in Weixdorf haben diesem Programm ihre Existenz zu verdanken. Durch einen Erlass Herzog Georgs des Bärtigen wurden viele Dämme gebaut. Dies geschah als Frondienst für Georg von Carlowitz, der das Rittergut in Hermsdorf besaß und somit auch in Weixdorf und Lausa die Grundherrschaft ausübte.
Das größte Dammbauprojekt war der Großteichdamm. Er ist 250 m lang und 12 m hoch, der Wasserstand des Großteiches konnte bis in eine Höhe von 7 m reguliert werden. Der Staudamm ist an der Krone 10 bis 18 m und an der Sohle 45 m breit. Der durch ihn aufgestaute Großteich, der am Nordrand des ehemaligen Hermsdorfer Rittergutswalds liegt und der oberste der Lausaer Teiche ist, war bereits in den Aufzeichnungen des Heidekartographen Matthias Oeder von 1589 vermerkt und erreichte eine Fläche von bis zu 65 ha, wobei 50 ha normal waren. Seine historische südliche Uferlinie lebt in etwa im Verlauf der Gemarkungsgrenze zwischen der Dresdner Heide und Lausa fort. Als der Teich in seinem früheren Ausmaß noch existierte, war dies die Grenze des landesherrlichen Eigentums zum Rittergut Hermsdorf, woran ein noch vorhandener Grenzstein mit der Aufschrift „R. H.“ erinnert.
Im Jahre 1846 ließ man den Großteich auf etwa halbe Höhe ab. Seit 1906 existiert an seinen neuen Ufern, die nun befestigt wurden, das Waldbad Weixdorf mit seinem Bade- und Bootsbetrieb. Ein Geschichts- und Naturlehrpfad mit ca. 20 Stationen, der in der DDR-Zeit eingerichtet und 2000 erneuert wurde, führt in weitem Bogen um den Teich herum. Weiter abwärts schließen sich in kurzer Folge der Obere und Untere Mittel- sowie der Mühlteich an. Die Lausaer Teiche wurden durch die Gemeinde Weixdorf in erster Linie zur Fischzucht genutzt. Hier zog man Karpfen heran. An den Ufern der Teiche und zum Teil auch auf den Dämmen existiert ein auffällig alter Baumbestand mit mehreren unter Naturschutz stehenden Bäumen, darunter Kiefern, Weiden und Erlen.

## Zuflüsse

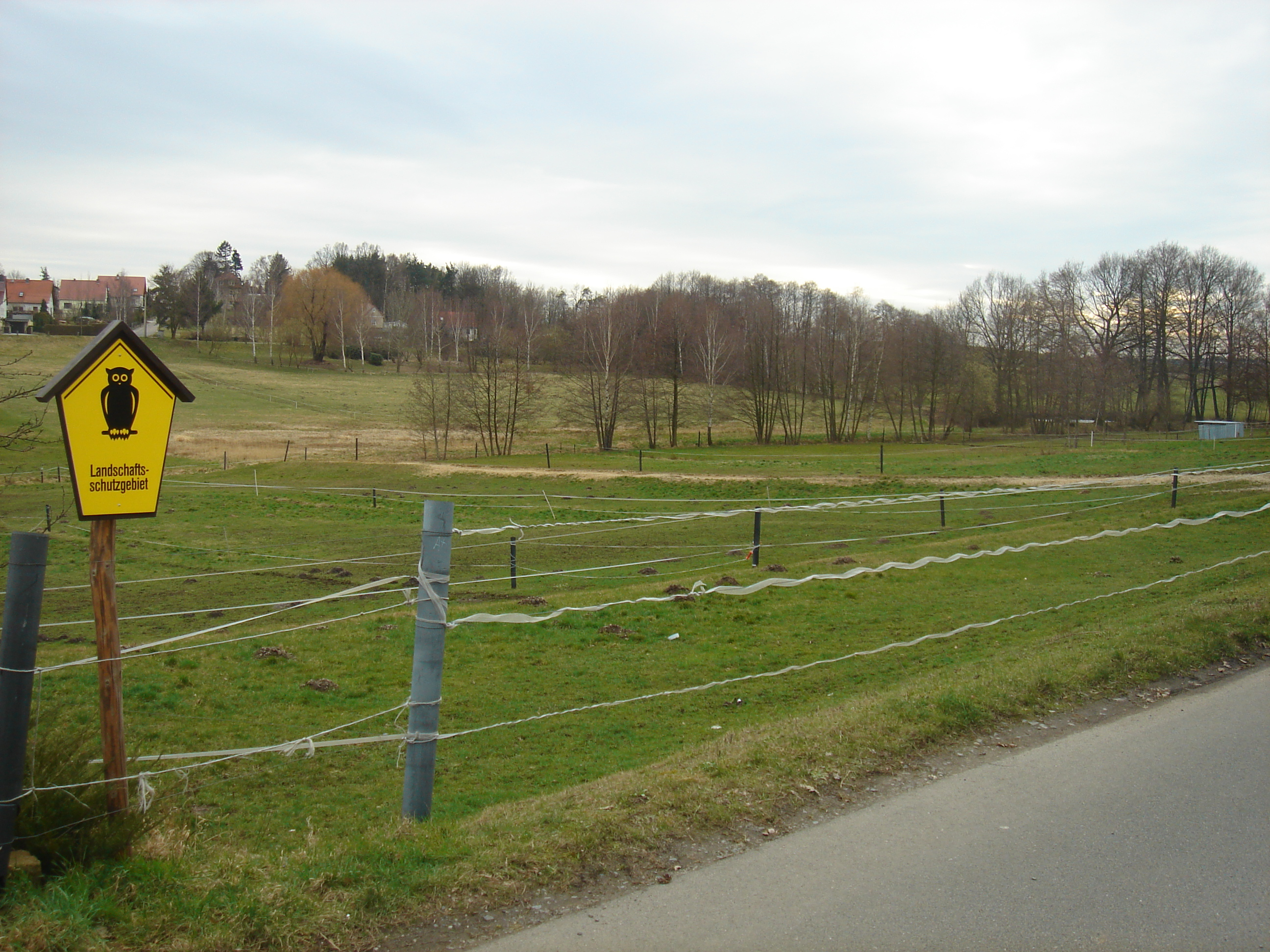
Blick über die flache Schelsaue auf den Weixdorfer Schelsberg

Der Schelsbach ist mit einer Länge von über 2 km der längste Bach, der in den Lausenbach mündet, von dessen Quellbächen einmal abgesehen. Er fließt von West nach Ost und bildet rund 350 Meter nach seinem Ursprung am nördlichen Flughafengelände die Gemarkungsgrenze zwischen Gomlitz und Weixdorf. An der Stelle mündet der von der Autobahn A 4 kommende Autobahn-Niederschlagsabzugsgraben in ihn. Der Ursprung der beiden Fließgewässer befindet sich im LSG Moritzburger Kleinkuppenlandschaft, das der Abzugsgraben und der Schelsbach auf der ersten Hälfte seines Verlaufs durchfließen. Innerhalb dieses Landschaftsschutzgebiets passiert der Schelsbach auch das 1995 ausgewiesene Flächennaturdenkmal Schelsteich. Es ist 2 ha groß und liegt südlich des Bachs im Ortsteil Weixdorf. Der Schelsteich ist ein Amphibienlaichgewässer mit natürlichem Röhricht- und Gehölzsaum und liegt nordöstlich des Flughafengeländes. Das ursprüngliche Vorhaben, die Wiesen in der Schelsaue mitsamt dem Teich trockenzulegen, wurde damals geändert.
Zur Verbesserung der Gewässerstrukturgüte wurden im Zeitraum 2001–2004 insbesondere durch Ausgleichs- und Ersatzmaßnahmen am Schelsbach auf einer Länge von 690 m Maßnahmen zum Befestigungsrückbau, zur Sanierung oder zur Renaturierung durchgeführt. Der Schelsbach fließt ab dem Auenweg direkt zwischen den historischen Ortskernen von Weixdorf und Gomlitz hindurch weiter nach Lausa. Hier mündet er nordöstlich des Pfarrteichs in den Lausenbach – etwa 400 m unterhalb von dessen Ausfluss aus dem Mühlteich.
Etwa gegenüber der Einmündung des Schelsbachs in den Lausenbach befindet sich die Einmündung eines Rinnsals, das zwischen der Bergsiedlung und dem Radeberger Weg verläuft. Ein weiterer Lausenbachzufluss ist der Bach, der etwa vom Gelände des Gewerbegebiets Promigberg im Norden von Lausa kommt und in Höhe der Lausenbachmühle von links in den Lausenbach fließt.

## Hochwasser
Der Lausenbach gehört mit seinem flachen Muldental zu jenen Dresdner Bächen, bei denen Hochwasserereignisse zu flächigen Überflutungen führen. Dazu kam es in der Vergangenheit schon mehrfach. Überhohe Pegelstände entstehen in dem ungebirgigen und mit 19 km² recht überschaubaren Einzugsgebiet des Baches in der Regel durch plötzliches extremes Tauwetter oder lokalen Starkregen. Zum bislang folgenschwersten dokumentierten Hochwasser kam es im Jahre 1958. Damals traten sämtliche Zuflüsse des Lausenbachs über die Ufer. Dies wirkte sich besonders am Großteich aus, wo es auf Grund des hohen Damms und eines zu klein dimensionierten Abflusses zu einem Rückstau kam. Der Pegel des Teiches stieg deshalb auf etwa 2,50 m über dem normalen Wasserstand an. Die Breite des Großteiches verdreifachte sich, die Länge wurde durch den Rückstau verdoppelt. Damit erreichte der Großteich jene Ausmaße, die er bereits bis zur Mitte des vorangehenden Jahrhunderts hatte, wodurch das Erholungszentrum am Waldbad Weixdorf mit ca. 100 Gebäuden fast vollständig unter Wasser stand. Infolgedessen verminderten sich zwar die Auswirkungen im weiteren Verlauf des Baches, trotzdem kam es aber auch dort zu Schäden. Die nächstschwereren Überflutungen in den Jahren 1941, 1938 und 1918 waren bereits deutlich niedriger. An einem Waldbad-Gebäude am Großteich, das vermutlich im 19. Jahrhundert Bestandteil eines innerstädtischen Elbebads war, sind sämtliche hohen Pegelstände des 20. Jahrhunderts eingetragen.

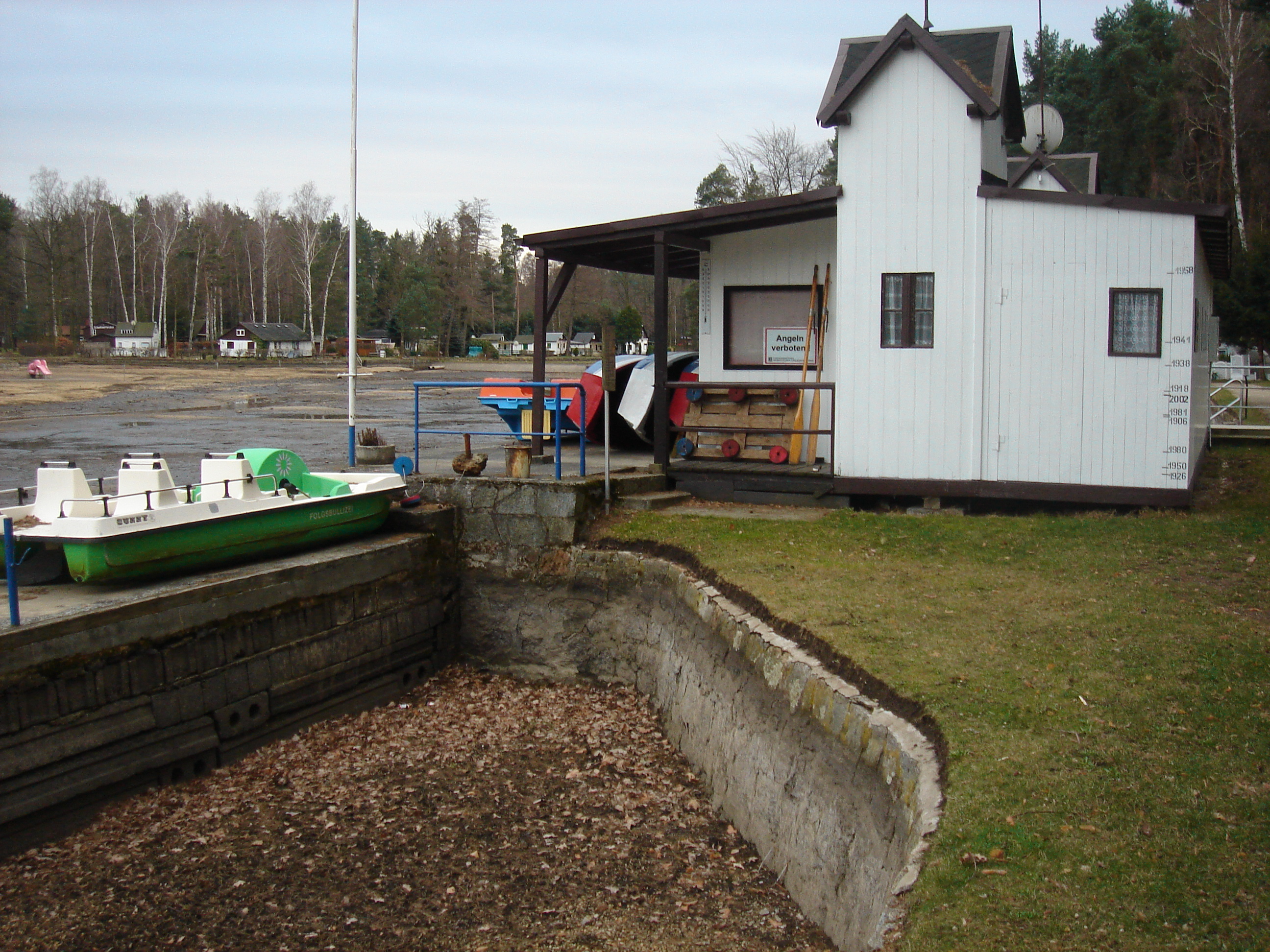
Hochwassermarken des Großteichs an einem Gebäude des Waldbades Weixdorf

Mehr als einen Meter unter dem Rekordhochwasser von 1958 blieb am Großteich das Hochwasser 2002, doch es war ebenfalls folgenreich. Die Dämme der unteren Lausaer Teiche wurden überspült und Grundstücke überflutet. Durch den Dammbruch eines erst kurz zuvor fertiggestellten flughafeneigenen Regenwasserrückhaltebeckens am oberen Schelsbach wurden Keller, Tiefgaragen und die Königsbrücker Landstraße überflutet. Gezwungen zum Handeln, veranlassten die zuständigen Behörden im Rahmen des Dresdner Hochwasserschutzes Planung und Bau von drei neuen Hochwasserrückhaltebecken, um darin Regenwassermengen eines HQ 100 (100-jährliches Regenereignis) auffangen zu können. Sie sollten am Ruhlandgraben in Klotzsche, am Seifzerbach in Weixdorf und am Schelsbach zwischen Weixdorf und Gomlitz entstehen. Ferner wird im Winterhalbjahr der Großteich abgelassen und dient als zusätzliches Hochwasserrückhaltebecken. Dies hatte zur Folge, dass beim Frühjahrshochwasser 2006 keine Schäden durch Ruhlandgraben und Seifzerbach verursacht wurden. Der verrohrte Ruhlandgraben wurde offengelegt und naturnah gestaltet, die Planungen zu den Rückhaltebecken am Ruhlandgraben und am Seifzerbach wurden anschließend wegen eines unangemessenen Kosten-Nutzen-Verhältnisses nicht weiter verfolgt. Bis 2015 wurden die Pläne für ein Hochwasserrückhaltebecken am Schelsbach umgesetzt.
Im Einzugsgebiet des Lausenbachs befindet sich seit 2004 das Landeshochwasserzentrum des Freistaats Sachsen. Es wurde im ehemaligen Kommandanturgebäude der Flugzeugwerft Dresden in Klotzsche eingerichtet und liegt fernab von jeglicher Hochwassergefahr.

## Geschichte

### Name
Der Name Lausenbach leitet sich ab von der westslawischen beziehungsweise altsorbischen Bezeichnung luza = „Sumpf“ oder „Pfütze“. Daher kommt auch der Name der Dresdner Ortsteils Lausa, der am Lausenbach liegt. Somit drückt sich in der Bezeichnung des Baches dessen Lage in einer feuchten, erst nach langer Zeit trockengelegten Senke aus. Sein Einzugsgebiet wurde früher nur die Lause genannt. Namensgeschichtlich verwandt ist der Bach mit dem 10 km nördlich von Lausa gelegenen Laußnitz sowie der Großlandschaft Lausitz, an deren westlichem Ende er sich befindet.

### Besiedlung

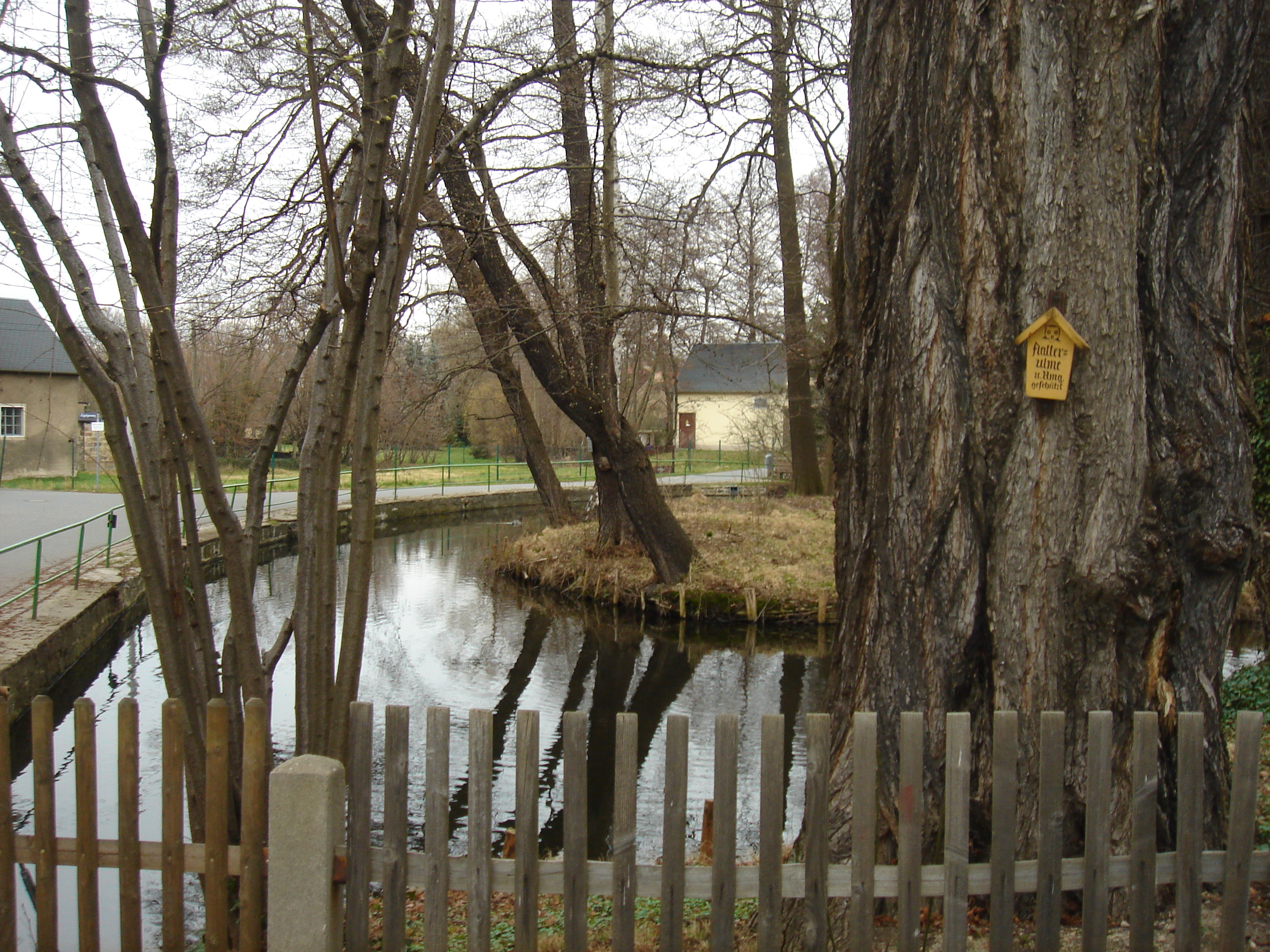
Der Lausaer Pfarrteich

Das Gebiet am Lausenbach war bereits in der Bronzezeit besiedelt, wie verschiedene Funde aus seiner direkten Umgebung bestätigen. Im Mittelalter waren es zunächst die Sorben, die sich hier niederließen. Davon zeugen zum Beispiel die Ortsnamen in seinem Einzugsgebiet wie Klotzsche, Lausa und Gomlitz. Im Zuge der Ostsiedlung kamen auch deutsche Siedler an den Lausenbach, was an den Ortsnamen Weixdorf, Friedersdorf und Hermsdorf erkennbar ist. Entweder in sorbischer oder in frühdeutscher Zeit soll sich in Lausa direkt am Lausenbach eine Wasserburg befunden haben, von der allerdings nichts erhalten blieb. Als Indiz hierfür gelten die vielen kleinen Teiche, die sich früher in Lausa befanden, unter ihnen die vier Schenkteiche. Erhalten blieb nur der Pfarrteich neben der Pastor-Roller-Kirche.
Trotz der Nähe der früheren Gemeinde Weixdorf zur Großstadt Dresden und ihrer letztendlichen Eingemeindung im Jahre 1999 hat sich am Lausenbach ein eher dörflicher oder zumindest Siedlungscharakter erhalten.

### Mühlen
Im Verlauf des Baches gab es mehrere Mühlen, so die Felchner-Mühle, nach der der Mühlteich benannt ist, sowie die Lausenbachmühle ca. 1 km weiter nördlich kurz vor der Flurgrenze von Lausa und Hermsdorf. Zu letzterer führte ein heute trocken liegender Mühlgraben, dessen Wasser dem Lausenbach am nördlichen Rand von Lausa entnommen wurde. Der Graben direkt am Gebäude ist der alte Standort des Mühlrads. Ein weiterer Mühlgraben mündet am Bahnhof Hermsdorf (Bahnstrecke Dresden-Klotzsche–Straßgräbchen-Bernsdorf) ein.